# Caedicia chloronota
Caedicia chloronota är en insektsart som beskrevs av Bolívar, I. 1902. Caedicia chloronota ingår i släktet Caedicia och familjen vårtbitare. Inga underarter finns listade i Catalogue of Life.